# Freightliner LLC
Pour les articles homonymes, voir Freightliner.
Freightliner LLC est le plus important constructeur de véhicules poids lourds des États-Unis d'Amérique. Il fait partie du groupe allemand Daimler Truck. 

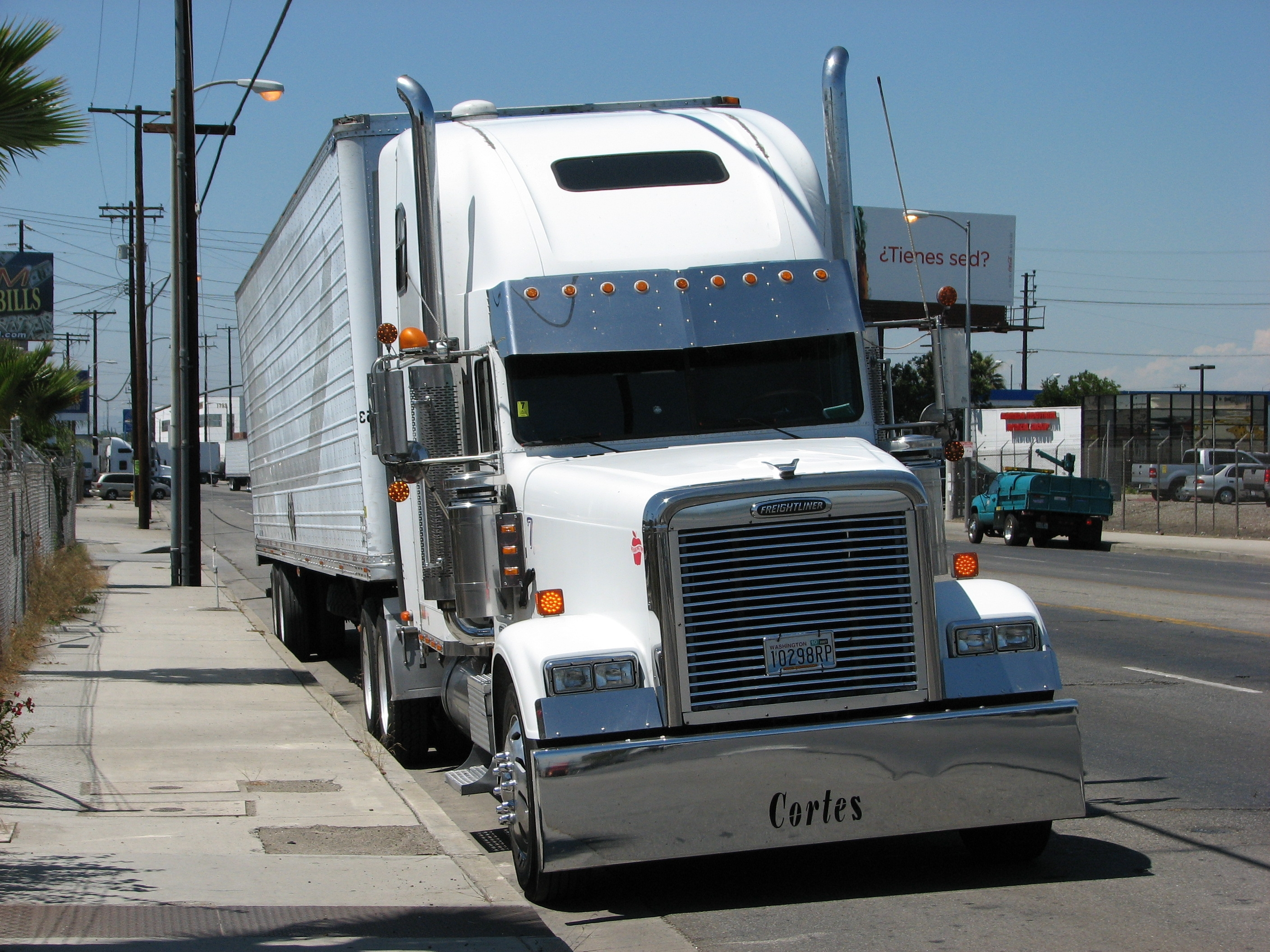
Un Freightliner sur Washington Boulevard, Los Angeles, Californie, en 2007.

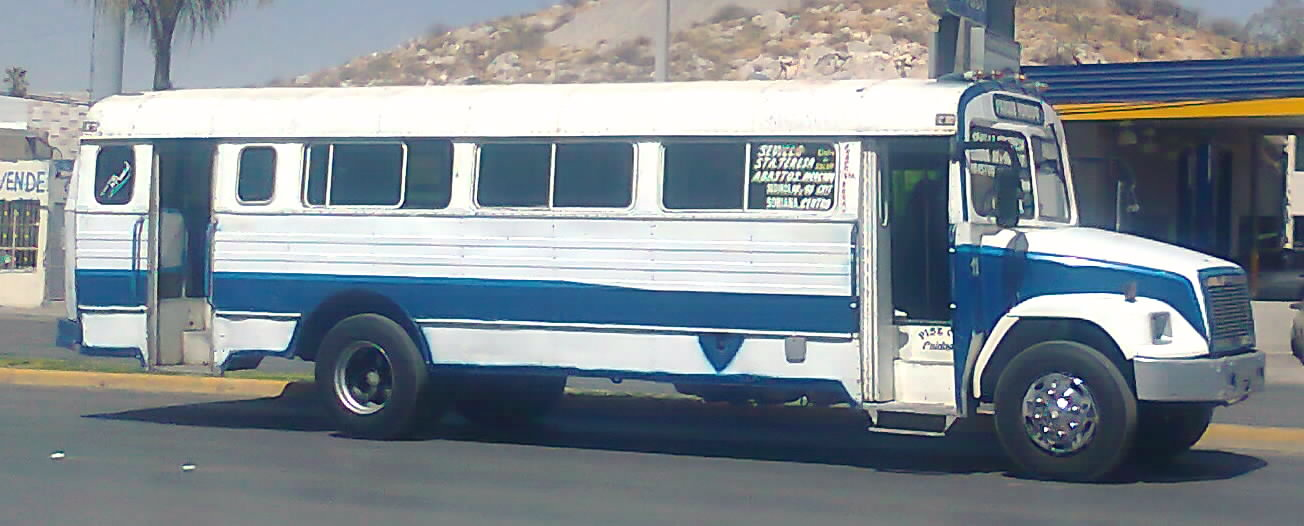
Un bus Freightliner sur Miguel Aleman Boulevard, Gómez Palacio, Mexico, en 2011.

Les marques du groupe Freighliner sont :
- Detroit Diesel Corporation ;
- Freightliner Custom Chassis Corporation ;
- Freightliner Trucks ;
- Freightliner Market Development Corporation ;
- Sterling Trucks (marque disparue en 2009);
- Thomas Built Buses ;
- Unimog ;
- Western Star Trucks.

## Histoire
Leland James, né en 1892, décédé en 1964 était le Président d'une compagnie de transport Consolidated Freightways Inc,  constituée dès 1929, de Spokane, Washington. Dans le but d'améliorer la productivité de ses camions, la compagnie n'hésitait pas à modifier ses véhicules, pour accroître leur charge utile et réduire leur maintenance. L'atelier se tourna ensuite vers un autre concept de camion : Le C.O.E. ou Cab Over Engine : (camion à cabine avancée). Et pour réduire les coûts la firme utilisa un châssis de Fageol (un manufacturier de camions), et nommé le CF-100.
En 1939, Leland James voulait quelque chose de mieux que les camions proposés par les fabricants. Il créa donc une filiale sous le nom de Freightways Manufacturing Corp à Salt Lake City, Utah, pour construire un camion qui répondrait aux besoins de sa compagnie.
En 1942, le groupe fut en partie démantelé car en situation de monopole dans sa région, la justice américaine[Qui ?] trouvant incompatibles les fonctions de constructeur et de transporteur, et toute la production fut rapatriée à Portland, Oregon. Et une nouvelle compagnie la Freightliner Corporation fut fondée.
En 1948, la compagnie décida de commercialiser le model 800, surnommé Bubblenose (nez tronqué) et l'un des premiers acheteurs fut le transporteur Hyster Company. (un fabricant de chariot élévateur), Ce camion parcourut 4 millions de milles et à sa retraite, il fut restauré et présenté au: Smithsonian Museum of History and Techology.
En 1949, un modèle à cabine couchette fut introduit.
En 1951, Freightliner signe un accord avec White Motor Company, pour que ce dernier distribue ses camions au sein de son réseau. Cette signature permet à la firme de se concentrer sur la production. Cet accord prendra fin en 1977.
En 1974, Freightliner introduit son premier modèle à capot, (conventional).
En 1981, Daimler-Benz, racheta Freightliner.
En 1991, l'entreprise offre sur le marché deux nouvelles gammes, un camion à capot nommé FLD, pour des travaux difficiles et des longues distances, et la gamme Business Class, pour des travaux urbains et des livraisons locales en porteur et en tracteur. En 1992, la firme introduit un autre modèle dérivé du FLD et nommé Classic, un camion au look rétro à long capot, avec filtres à air extérieur, et des tuyaux d'échappement en hauteur à côté des portes.
En 1995, Freightliner inaugure deux nouveaux modèles : le Columbia et le  Century Class. Aussi la firme entra sur le marché des camions plus légers avec la formation de la Custom Châssis Corporation. Ensuite la compagnie acheta la société American LaFrance un fabricant de camion de pompier, mais qui fut revendue à un groupe d'investisseurs de New York en 2006.
En 1997, la firme offrit son dernier modèle à cabine avancée et développé avec la collaboration de Mercedes et nommé Argosy, avec des marchepieds amovibles qui pivotent latéralement en devenant un escalier. Aussi la division poids lourds de Ford a été vendue à Daimler-Benz qui renomma la compagnie : Sterling Trucks (à ne pas confondre avec l'ancien Sterling, Daimler-Benz possède le nom depuis 1955), et ensuite transmit le contrôle de la marque à Freightliner. En 1998, Freightliner acheta la compagnie Thomas Built Buses, un constructeur d'autobus.
En 1999, l'entreprise inaugure un autre modèle du nom de Coronado, et destiné à des chauffeurs-propriétaires, avec des accessoires de série recouverts de chrome.
En 2000, Daimler-Benz prit possession de Western Star Trucks pour 670 millions de dollars US, d'une compagnie australienne dont le propriétaire était Terrence Peabody et confia la gestion de la compagnie canadienne à Freightliner. Toutefois cet achat ne comprenait pas la division australienne, et garda donc l'usine située à Queensland pour fournir son marché intérieur : l'Australie et la Nouvelle-Zélande, et ce sous le nom de Western Star. Aussi la même année, Daimler-Benz prit le contrôle de Detroit Diesel Corporation- DDC,
En 2002, Consolidated Freightways Inc, déclara faillite, la cour de justice de la Californie autorisa la vente de la division canadienne à TransForce.
En 2007, Freightliner offrit sur le marché un autre camion, nommé Cascadia, ce modèle a coûté 400 millions de dollars US en développement.
En 2015, Freightliner propose le premier camion semi-autonome, le Freightliner Inspiration.
À partir de 2018, Freightliner importe en Amérique du Nord le Mercedes-Benz Econic européen, légèrement adapté et commercialisé sous le nom de Freighliner Econic SD.

## Modèles commercialisés

### Modèles actuels
- Freightliner Cascadia II (2018-)
- Freightliner Sprinter III (2018-)
- Freightliner Econic SD (2018-)
- Freightliner Argosy (2007-)
- Freightliner Business Class M2 (2002-)

### Modèles anciens
- Freightliner Cascadia I (2007-2018)
- Freightliner Sprinter II (2006-2018)
- Freightliner Sprinter I (1995-2006)